# 科德利埃俱乐部

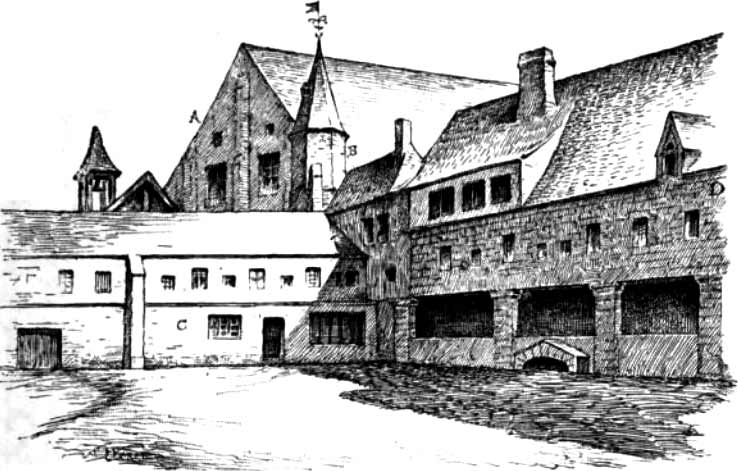
1793年的科德利埃俱乐部

人权与民权之友会（法語：société des Amis des droits de l’homme et du citoyen，發音：[sɔsjete dez‿ami de dʁwa də lɔm e dy sitwajɛ̃]），俗称科德利埃俱乐部（法語：Club des cordeliers，發音：[klœb de kɔʁdəlje]），简称科德利埃（法語：Cordeliers；也译为哥德利埃），是法国大革命时期一个民粹主義的政治组织。

## 历史
这个俱乐部最初由“Cordeliers”（科德利埃）区的成员组织。所谓的“科德利埃区”是当时巴黎著名的激進的地區。卡米耶·德穆兰稱之為“ 那裡是自由尚未受到侵犯的唯一庇護所。”乔治·雅克·丹东領導的這個地區，在攻占巴士底監獄行動過程有顯著的作用，並且是幾個著名革命人物居住的地區，如:乔治·雅克·丹东，卡米耶·德穆兰，以及讓-保爾·馬拉。在1790年1月，這地區已經處於叛亂的狀態，丹东拒絕執行国民制宪议会統轄下刑事法庭發出逮捕讓-保爾·馬拉的命令。
1789年11月，就已經發出聲明確認其意向“這社區所有的代表社承諾以我們全部的力量反對，所有損害我們選民的普遍權利”。1789年整個冬季和1790年春季，科德利埃區與巴黎政府處於對立衝突的狀態。在1790年5月21日国民制宪议会發布48个分区取代巴黎先前的60个选区，這次重組取消了科德利埃區。
先前已預期到這個解散重組，科德利埃區的領袖們在1790年四月，創立“人权与民权之友会”，以當時社會流行俱樂部作為實踐目標及地區利益的另一種手段。最初在科德利埃修道院举行会议，以“自由、平等、博愛”作為座右銘，並迅速成為著名的科德利埃俱乐部。
這個俱樂部的固定會員費很低，因此比其他許多政治俱樂部，包括雅各賓俱樂部，有更廣泛階層的公民能夠負擔加入。對成員沒有其他限制。科德利埃俱乐部介紹自己是非常親民的; 他們自傲於一視同仁對待工人和女性成員。當時一個會議的記載描述：
“男女三百人聚集在一起；他們的穿著是如此隨興及骯髒，人們會以為他們是乞丐的聚會。人權和公民權宣言釘在牆上，以交叉的匕首為頂冠。布魯圖斯和威廉·泰爾石膏半身像置於兩側，彷彿表明是宣言的守護者。面對，論壇的背後，有三個石膏半身像米拉博和愛爾維修，及在兩者中間的盧梭，作為宣言的支持者。”

然而，在科德利埃俱乐部有影響力的是資產階級成員，它的領導層大多來自於受過教育的中產階級。
1791年6月21日，王室試圖逃出巴黎，科德利埃俱乐部起草一份請願書提供国民制宪议会推動在直接廢除路易十六或未來君主制進行全民公決之間做選擇。科德利埃俱乐部组织民众举行游行示威大規模示威，類似的請願導致內亂，最終導致7月17日的戰神廣場大屠殺。拉法耶特侯爵下令國民警衛隊射擊示威者，造成至少十人死亡。 後續對科德利埃俱乐部採取的行動包括關閉科德利埃修道院，簽發對乔治·雅克·丹东和卡米耶·德穆兰的逮捕令。
儘管有這些壓制措施，科德利埃俱乐部仍然對巴黎政治有高度影響力。此後，他们的聚會点转到巴黎多菲内路（Rue Dauphine）的一个会堂，此会堂即是现在的普罗可布咖啡馆餐厅。
科德利埃俱乐部主導策劃並參與1792年8月10暴動攻佔杜樂麗宮。此時的丹东是科德利埃俱樂部裡最具實力的人物，被吉倫特派任命為司法部長。
起義之後，緊隨而來的是九月大屠殺，科德利埃俱樂部越來越成為各省極端革命派別。雅克-勒内·埃贝尔、弗朗索瓦-尼古拉·樊尚，夏尔-菲利普·龙桑和安托万-弗朗索瓦·莫莫罗主張極端的措施，鼓吹恐怖革命，構成埃貝爾派是革命的極左翼，強化了日後雅各賓專政恐怖統治。
1792年9月20日，瓦爾密戰役的勝利緩和了國內的局勢，乔治·雅克·丹东和卡米耶·德穆兰想要结束恐怖统治，在1793年12月出版"老科德利埃報"，以对抗埃貝爾派的《迪歇纳老爹报》。 1793年7月27日，罗伯斯庇尔當選公共安全委員會委員，改組革命法庭，簡化審判程序，組建革命軍，掌握實權。1794年3月19日，埃貝爾派及19名成員，被逮捕3月24日處死；丹东，德穆蘭和他們的朋友們在3月30日被逮捕，4月5日送上斷頭台。徹底的終結了科德利埃俱樂部的時代，開啟了雅各賓專政恐怖統治。

## 著名人物
- 雅克·皮埃爾·布里索
- 让-巴蒂斯特·卡里耶
- 皮埃爾·加斯帕爾·肖梅特
- 马里-约瑟夫·谢尼埃（英语：Marie-Joseph Chénier）
- 乔治·雅克·丹东
- 卡米尔·德穆兰
- 法布爾
- 雅克·R·埃贝尔
- 让-保尔·马拉
- 安托万-弗朗索瓦·莫莫罗
- 皮埃尔-弗朗索瓦-约瑟夫·罗贝尔（英语：Pierre-François-Joseph Robert）
- 夏尔-菲利普·龙桑（英语：Charles-Philippe Ronsin）
- 弗朗索瓦-尼古拉·樊尚（英语：François-Nicolas Vincent）

## 參见
- 真理之友会